# Кенджежин-Кожленски окръг
Кенджежин-Кожленски окръг (на полски: Powiat kędzierzyńsko-kozielski) е окръг в Южна Полша, Ополско войводство. Заема площ от 625,13 км2. Административен център е град Кенджежин-Кожле.

## География
Окръгът се намира в историческата област Горна Силезия. Разположен е в югоизточната част на войводството.

## Население
Населението на окръга възлиза на 98 350 души (2012 г.). Гъстотата е 157 души/км2.

## Административно деление
Административно окръгът е разделен на 6 общини.
Градска община:
- Кенджежин-Кожле

Селски общини:
- Община Берава
- Община Павловички
- Община Полска Церекев
- Община Ренска Веш
- Община Чисек

## Фотогалерия
- Кенджежин-Кожле
- Берава
- Чисек
- Полска Церекев